# Конюшевка (Черниговская область)
Конюшевка (укр. Конюшівка) — бывшее село в Черниговском районе Черниговской области Украины. Село было подчинено Пакульскому сельсовету.

## История
Впервые упоминается как хутор Конюшина, где было 2 двора и проживало 35 человек.
По состоянию на 1983 год население — 10 человек. Решением Черниговского областного совета от 18.12.1996 года село снято с учёта, в связи с переселением жителей.

## География
Было расположено южнее села Пакуль. Застройка представлена одним отдельно стоящим двором. Окружено лесом (доминирование сосны).